# Liste der Wappen im Landkreis Mühldorf am Inn
Die Liste der Wappen im Landkreis Mühldorf am Inn zeigt die Wappen der Gemeinden im bayerischen Landkreis Mühldorf am Inn.

## Landkreis Mühldorf am Inn

Landkreis Mühldorf am Inn Gespalten von Schwarz und Gold: vorne linksgewendeter, rot gekrönter und rot bewehrter goldener Löwe; hinten rot bewehrter schwarzer Löwe.
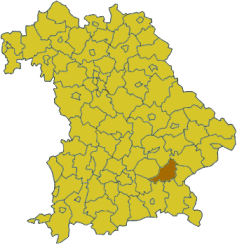
Lage des Landkreises Mühldorf a.Inn in Bayern
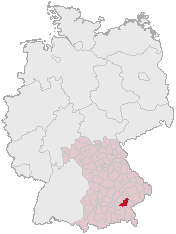
Lage des Landkreises Mühldorf a.Inn in Deutschland

## Wappen der Städte, Märkte und Gemeinden

Gemeinde Ampfing Geteilt von Silber und Blau; oben zwei schräg gekreuzte rote Morgensterne, unten ein goldener Bohrmeißel.
Gemeinde Aschau a.Inn Über silbernem Schildfuß, darin eine rote Rose, in Grün eine goldene Esche.
Markt Buchbach In Rot aus silbernem Dreiberg wachsend eine grüne Buche; ihrem Stamm hinterlegt ein gesenkter, durchgehender silberner Wellenbalken.
Gemeinde Egglkofen In Rot über einem silbernen Granatapfel ein mit drei silbernen Pfauenfedern besteckter silberner Spitzhut.
Gemeinde Erharting Über rotem Wellenschildfuß, darin ein blauer Schräglinksbalken, geteilt von Schwarz und Gold mit einem rot gekrönten und rot bewehrten Löwen in verwechselten Farben.
Markt Gars a.Inn Gespalten von Silber und Rot, überdeckt mit einer schräg aufsteigenden, rot gezungten grünen Schlange.
Markt Haag i.OB In Rot ein springendes silbernes Ross mit Zaum.
Gemeinde Heldenstein Gespalten von Rot und Gold; vorne über zwei silbernen Wellenbalken ein gestieltes silbernes Seerosenblatt, hinten ein grüner rotbewehrter Panther.
Gemeinde Jettenbach Unter blauem Schildhaupt, darin ein waagrecht liegendes silbernes Flammenschwert mit goldenem Griff, in Silber drei zwei zu eins gestellte rote Rosen mit goldenen Butzen.
Gemeinde Kirchdorf Durch eine eingeschweifte rote Spitze, darin ein schreitendes, silbernes Pferd, gespalten; vorne in Silber ein durchgehendes blaues Balkenkreuz, hinten in vier Reihen gespickelt von Schwarz und Silber.
Markt Kraiburg a.Inn In Blau eine goldene Krone.
Gemeinde Lohkirchen In Rot ein silbernes neugotisches Portal mit zwei goldenen Türflügeln mit schwarzen Beschlägen, beseitet oben links von einer silbernen heraldischen Lilie, oben rechts von einer silbernen Pflugschar.
Gemeinde Maitenbeth Schräg geteilt von Gold und Blau, oben ein fliegender Rabe mit rotem Holzspan im Schnabel, unten ein springendes silbernes Ross mit Zaum.
Gemeinde Mettenheim In Rot ein silberner Balken; aufgelegt der auf einem silbernen Drachen stehende geflügelte heilige Michael in goldener Rüstung, der mit der Rechten über dem Haupt ein silbernes Schwert schwingt und mit der Linken einen goldenen Schild mit der Aufschrift QUIS UT DEUS hält.
Stadt Mühldorf a.Inn In Silber ein rotes Mühlrad. → Details
Stadt Neumarkt-Sankt Veit Geteilt von Silber und Rot; oben ein wachsender, Feuer speiender blauer Panther.
Gemeinde Niederbergkirchen Geteilt; oben in Schwarz ein von Silber und Rot geschachter Schrägbalken, unten in zwei Reihen Wolkenfeh von Silber und Blau.
Gemeinde Niedertaufkirchen Geteilt von Gold und Rot; oben ein wachsender, rot bewehrter schwarzer Löwe, unten ein silberner Balken, der mit einem schwarzen Schwert belegt ist.
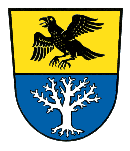
Gemeinde Oberbergkirchen Geteilt von Gold und Blau; oben ein auffliegender Rabe, unten ein bewurzelter silberner Baum mit blattlosen Ästen.
Gemeinde Oberneukirchen Geteilt von Gold und Blau; oben ein schwarzer Lindwurm, unten ein silbernes Kirchengebäude mit Turm.
Gemeinde Obertaufkirchen Unter Schildhaupt mit zwei Reihen Wolkenfeh in Blau und Silber, in Silber ein blauer Wellenbalken, überdeckt von einem roten Taufstein.
Gemeinde Polling In Silber unter blauem Schildhaupt, darin ein silberner Lilienstängel, ein schreitender roter Hirsch.
Gemeinde Rattenkirchen In Gold ein rot bordierter silberner Balken, der mit fünf schwarzen Kugeln belegt ist; darüber ein sechsstrahliger blauer Stern, darunter ein rot gezungter schwarzer Löwenkopf.
Gemeinde Rechtmehring In Blau eine eingeschweifte, gekürzte silberne Spitze, darin ein silbern gezäumter roter Pferdekopf; oben rechts die silberne Krümme eines Bischofsstabs, links ein goldener Halbmond.
Gemeinde Reichertsheim Über blauem Schildfuß, darin nebeneinander zwei goldene sechsstrahlige Sterne, in Gold ein mit drei silbernen Kleeblättern belegter schwarzer Sparren.
Gemeinde Schönberg In Schwarz ein goldener Dreiberg, auf der mittleren Kuppe ein gestürztes goldenes Flammenschwert, auf den beiden Seitenkuppen je eine silberne Weizenähre.
Gemeinde Schwindegg In Blau ein silbernes Schlossgebäude mit zwei Zwiebeltürmen, darüber zwei schräg gekreuzte goldene Buchenblätter mit den Stielen nach oben.
Gemeinde Taufkirchen Geteilt; oben in Rot ein silberner Pfahl, unten in Blau ein nach links gewendeter silberner Fuchs.
Gemeinde Unterreit Geteilt von Silber und Grün, oben ein durchgehendes rotes Balkenkreuz, dessen Längsbalken mit einem silbernen Pfeil belegt ist, unten ein silbernes Andreaskreuz, das mit einer goldenen Rose mit rotem Butzen belegt ist.
Stadt Waldkraiburg In Blau ein bewurzelter goldener Nadelbaum über einem goldenen Zahnrad.
Gemeinde Zangberg In Silber über grünem Dreiberg eine schräggestellte rote Schmiedezange.

- Stadt
Mühldorf a.Inn
In Silber ein rotes Mühlrad.

→ Details
- Stadt
Neumarkt-Sankt Veit
Geteilt von Silber und Rot; oben ein wachsender, Feuer speiender blauer Panther.
- Gemeinde
Niederbergkirchen
Geteilt; oben in Schwarz ein von Silber und Rot geschachter Schrägbalken, unten in zwei Reihen Wolkenfeh von Silber und Blau.
- Gemeinde
Niedertaufkirchen
Geteilt von Gold und Rot; oben ein wachsender, rot bewehrter schwarzer Löwe, unten ein silberner Balken, der mit einem schwarzen Schwert belegt ist.
- Gemeinde
Oberbergkirchen
Geteilt von Gold und Blau; oben ein auffliegender Rabe, unten ein bewurzelter silberner Baum mit blattlosen Ästen.
- Gemeinde
Oberneukirchen
Geteilt von Gold und Blau; oben ein schwarzer Lindwurm, unten ein silbernes Kirchengebäude mit Turm.
- Gemeinde
Obertaufkirchen
Unter Schildhaupt mit zwei Reihen Wolkenfeh in Blau und Silber, in Silber ein blauer Wellenbalken, überdeckt von einem roten Taufstein.
- Gemeinde
Polling
In Silber unter blauem Schildhaupt, darin ein silberner Lilienstängel, ein schreitender roter Hirsch.
- Gemeinde
Rattenkirchen
In Gold ein rot bordierter silberner Balken, der mit fünf schwarzen Kugeln belegt ist; darüber ein sechsstrahliger blauer Stern, darunter ein rot gezungter schwarzer Löwenkopf.
- Gemeinde
Rechtmehring
In Blau eine eingeschweifte, gekürzte silberne Spitze, darin ein silbern gezäumter roter Pferdekopf; oben rechts die silberne Krümme eines Bischofsstabs, links ein goldener Halbmond.
- Gemeinde
Reichertsheim
Über blauem Schildfuß, darin nebeneinander zwei goldene sechsstrahlige Sterne, in Gold ein mit drei silbernen Kleeblättern belegter schwarzer Sparren.
- Gemeinde
Schönberg
In Schwarz ein goldener Dreiberg, auf der mittleren Kuppe ein gestürztes goldenes Flammenschwert, auf den beiden Seitenkuppen je eine silberne Weizenähre.
- Gemeinde
Schwindegg
In Blau ein silbernes Schlossgebäude mit zwei Zwiebeltürmen, darüber zwei schräg gekreuzte goldene Buchenblätter mit den Stielen nach oben.
- Gemeinde
Taufkirchen
Geteilt; oben in Rot ein silberner Pfahl, unten in Blau ein nach links gewendeter silberner Fuchs.
- Gemeinde
Unterreit
Geteilt von Silber und Grün, oben ein durchgehendes rotes Balkenkreuz, dessen Längsbalken mit einem silbernen Pfeil belegt ist, unten ein silbernes Andreaskreuz, das mit einer goldenen Rose mit rotem Butzen belegt ist.
- Stadt
Waldkraiburg
In Blau ein bewurzelter goldener Nadelbaum über einem goldenen Zahnrad.
- Gemeinde
Zangberg
In Silber über grünem Dreiberg eine schräggestellte rote Schmiedezange.

## Ehemalige Gemeinden mit eigenem Wappen

Gemeinde Altmühldorf Geteilt von Schwarz und Gold; oben ein von goldenen Strahlen umgebenes goldenes Ziborium, unten ein unterhalbes rotes Mühlrad. → Details
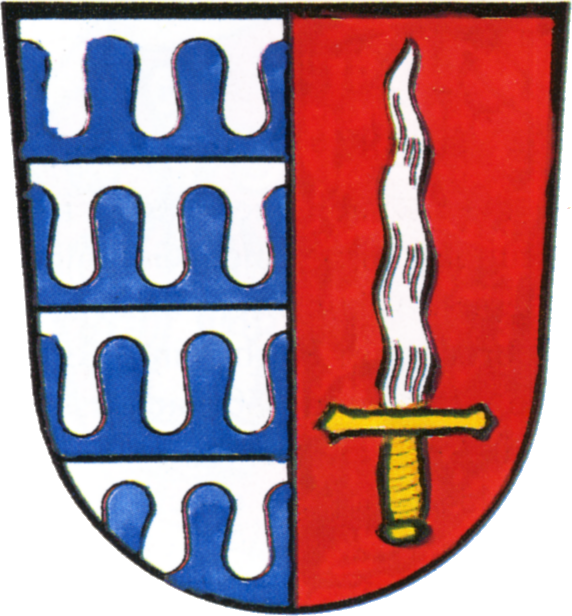
Gemeinde Fraham Gespalten von Silber und Rot; vorne vierreihiges blaues Wolkenfeh, hinten ein silbernes Flammenschwert mit goldenem Griff und goldener Parierstange.
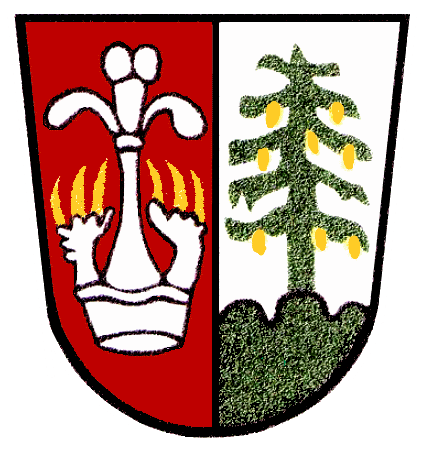
Gemeinde Hörbering Gespalten von Rot und Silber; vorne ein silberner, beiderseits mit silbernen Adlerflügeln und oben mit drei silbernen Straußenfedern besteckter Stulphut, hinten auf grünem Dreiberg eine grüne Tanne mit goldenen Zapfen.
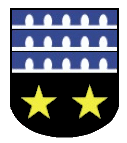
Gemeinde Pürten Geteilt; oben in drei Reihen Wolkenfeh von Blau und Silber, unten in Schwarz nebeneinander zwei sechsstrahlige goldene Sterne.
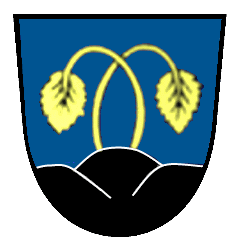
Gemeinde Walkersaich In Blau auf silbernem Dreiberg zwei ineinander geneigte goldene Buchenblätter.

- Gemeinde
Altmühldorf
Geteilt von Schwarz und Gold; oben ein von goldenen Strahlen umgebenes goldenes Ziborium, unten ein unterhalbes rotes Mühlrad.[1]
→ Details
- Gemeinde
Fraham
Gespalten von Silber und Rot; vorne vierreihiges blaues Wolkenfeh, hinten ein silbernes Flammenschwert mit goldenem Griff und goldener Parierstange.[2]
- Gemeinde
Hörbering
Gespalten von Rot und Silber; vorne ein silberner, beiderseits mit silbernen Adlerflügeln und oben mit drei silbernen Straußenfedern besteckter Stulphut, hinten auf grünem Dreiberg eine grüne Tanne mit goldenen Zapfen.[3]
- Gemeinde
Pürten
Geteilt; oben in drei Reihen Wolkenfeh von Blau und Silber, unten in Schwarz nebeneinander zwei sechsstrahlige goldene Sterne.[4]
- Gemeinde
Walkersaich
In Blau auf silbernem Dreiberg zwei ineinander geneigte goldene Buchenblätter.[5]